# Planta de Aviación Smolensk

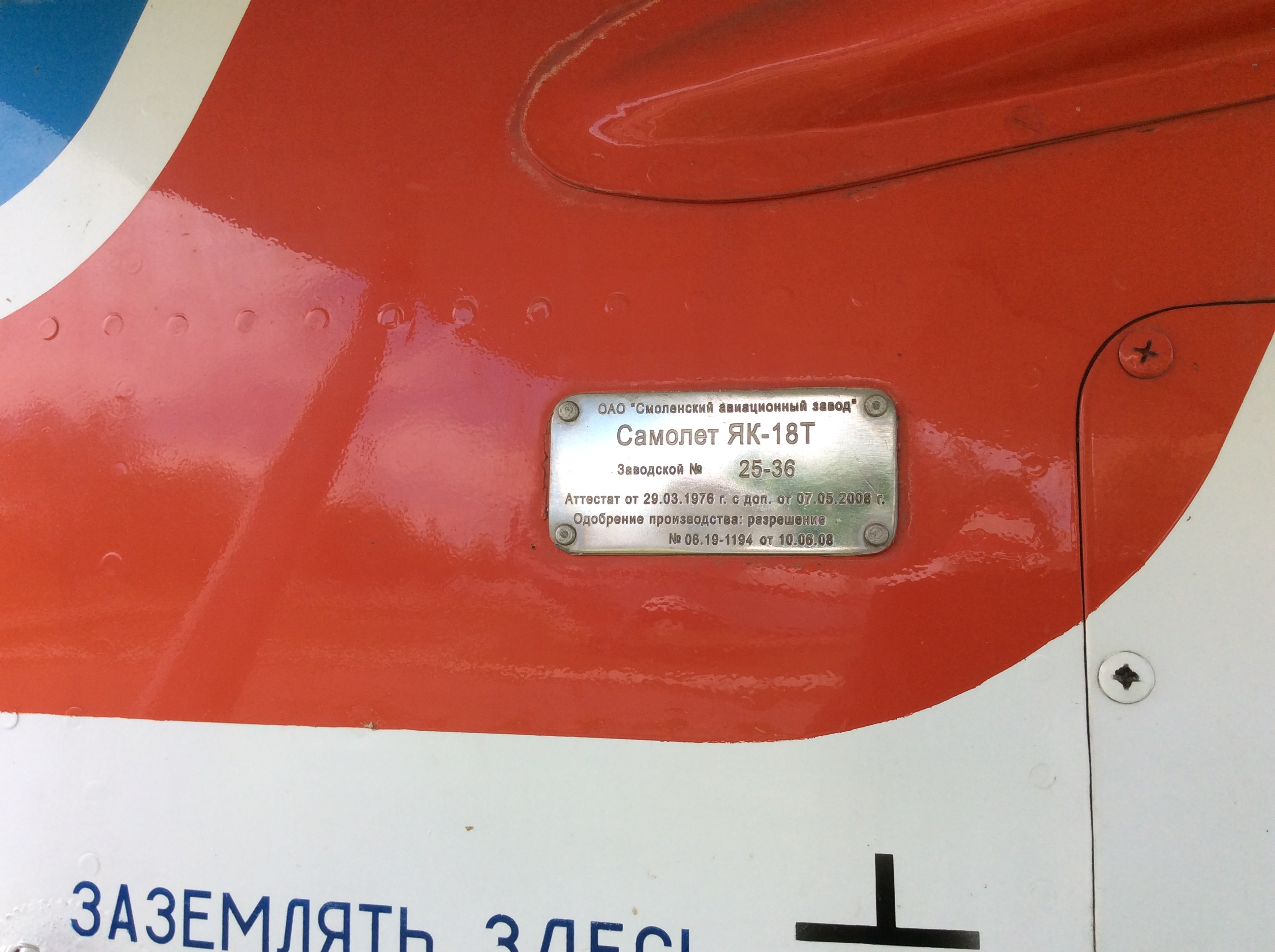
Un Yat-18 con la placa de la escuela de vuelo de aviación civil de krasnokutsk

La Planta de Aviación Smolensk (SmAZ) es una compañía rusa de fabricación de aviones y servicios relacionados. Fundada en 1926, desde 1993 es una sociedad anónima.

## Historia
La planta fue fundada en 1926 como "Planta de reparación de aviación no. 3", en 1928 fue renombrada como "Planta No. 35". Entre 1941 y 1944 fue trasladada a Kuybyshev como parte de "Planta No. 1". Hasta 1966 fue conocida como "Planta #475" del NKAP (Narodny Kommissariat Aviatsionnoy Promyshlennosti, Comisariado del Pueblo para la Industria de la Aviación). Fue rebautizada de nuevo en 1967 como "Planta de construcción de maquinaria de Smolensk" del MAP (Ministerstvo Aviatsionnoy Promyshlennosti, Ministerio para la industria de la aviación). Recibió su nombre actual en 1974. El 1 de julio de 1993 fue privatizada, y desde entonces ha operado como una sociedad anónima.

## Producción
- Grigorovich I-2 I-2 page
- Polikarpov R-1, I-3, R-5, Po-2, I-15, I-16
- Túpolev TB-1/ANT-4, R-6/ANT-7, SB/ANT-40
- Ilyushin Il-2
- Lavochkin La-5, La-7
- Yakovlev Yak-3, Yak-7, Yak-9, Yak-11, Yak-18T, Yak-42, Yak-112
- Bakshaev A-2, VA-3/48, PM gliders
- Myasishchev M-55
- Technoavia SM92 Finist, SM-94-1, SM-2000, SP-55M (desarrollo local)
- Sukhoi Su-38